# Petronella de Wharton-Burr
Petronella de Wharton-Burr es una deportista británica que compitió en tiro con arco, en la modalidad de arco recurvo. Ganó ocho medallas en el Campeonato Mundial de Tiro con Arco al Aire Libre entre los años 1946 y 1950.

## Palmarés internacional
| Campeonato Mundial al Aire Libre | Campeonato Mundial al Aire Libre | Campeonato Mundial al Aire Libre | Campeonato Mundial al Aire Libre |
| Año                              | Lugar                            | Medalla                          | Prueba                           |
| -------------------------------- | -------------------------------- | -------------------------------- | -------------------------------- |
| 1946                             | Estocolmo (Suecia)               | Medalla de oro                   | Individual                       |
| 1946                             | Estocolmo (Suecia)               | Medalla de oro                   | Equipo                           |
| 1947                             | Praga (Checoslovaquia)           | Medalla de bronce                | Individual                       |
| 1947                             | Praga (Checoslovaquia)           | Medalla de bronce                | Equipo                           |
| 1948                             | Londres (Reino Unido)            | Medalla de oro                   | Individual                       |
| 1948                             | Londres (Reino Unido)            | Medalla de plata                 | Equipo                           |
| 1949                             | París (Francia)                  | Medalla de oro                   | Equipo                           |
| 1950                             | Copenhague (Dinamarca)           | Medalla de bronce                | Equipo                           |